# Aaron Swartz
Aaron Hillel Swartz (Chicago, 8 de noviembre de 1986-Nueva York, 11 de enero de 2013), conocido como Aaron Swartz, fue un programador, emprendedor, escritor, activista político y hacktivista de Internet. Estuvo involucrado en el desarrollo del formato de fuente web RSS, el formato de publicación Markdown, la organización Creative Commons, la infraestructura del framework "web.py" y el sitio web de marcadores sociales Reddit, del cual se convirtió en socio luego de que este se fusionara con su compañía, Infogami. Recibió atención de los medios después de la recolección de artículos de revistas académicas JSTOR.
Fue diseñador jefe del proyecto inicial de Open Library.
También se centró en la sociología, la conciencia cívica y el activismo político. En 2009 ayudó a lanzar el "Comité de Campaña por el Cambio Progresivo" (Progressive Change Campaign Committee) para saber más sobre el activismo en línea efectivo. En 2010 fue miembro del Centro de Ética de la Universidad de Harvard. Cofundó además el grupo en línea Demand Progress (conocido por su campaña en contra de la Ley SOPA). Más tarde cofundó el grupo activista internacional Rootstrikers y trabajó en la fundación Avaaz.
El 6 de enero de 2011 Swartz fue arrestado por el Departamento de Policía del Instituto Tecnológico de Massachusetts (MIT police) bajo los cargos de fraude electrónico, fraude informático, entrada ilegal e imprudente a un ordenador protegido y daños, después de conectar una computadora a la red del MIT y poniéndola a descargar publicaciones académicas automáticamente desde JSTOR, usando una cuenta de invitado que le proporcionó el mismo Instituto. Los fiscales federales después le imputaron los cargos de fraude en línea y once violaciones al "Acta de Fraude y Abuso Computacional", arrastrando una pena máxima que ascendía a una multa de un millón de dólares, treinta y cinco años de prisión, incautación de bienes, indemnización, y libertad vigilada.
Swartz declinó un acuerdo con el fiscal según el cual había cumplido seis meses en una prisión federal, dado que nunca aceptó haber cometido un crimen. Dos días después de que la fiscalía rechazase una contraoferta de Swartz, el 11 de enero de 2013, fue hallado muerto en su apartamento de Brooklyn, donde se había ahorcado. La familia calificó los hechos como "el producto de un sistema criminal-judicial plagado de intimidación y enjuiciamientos excesivos".
En junio de 2013, Swartz fue incluido póstumamente en el Salón de la Fama de Internet.

## Vida y obra

### Primeros años

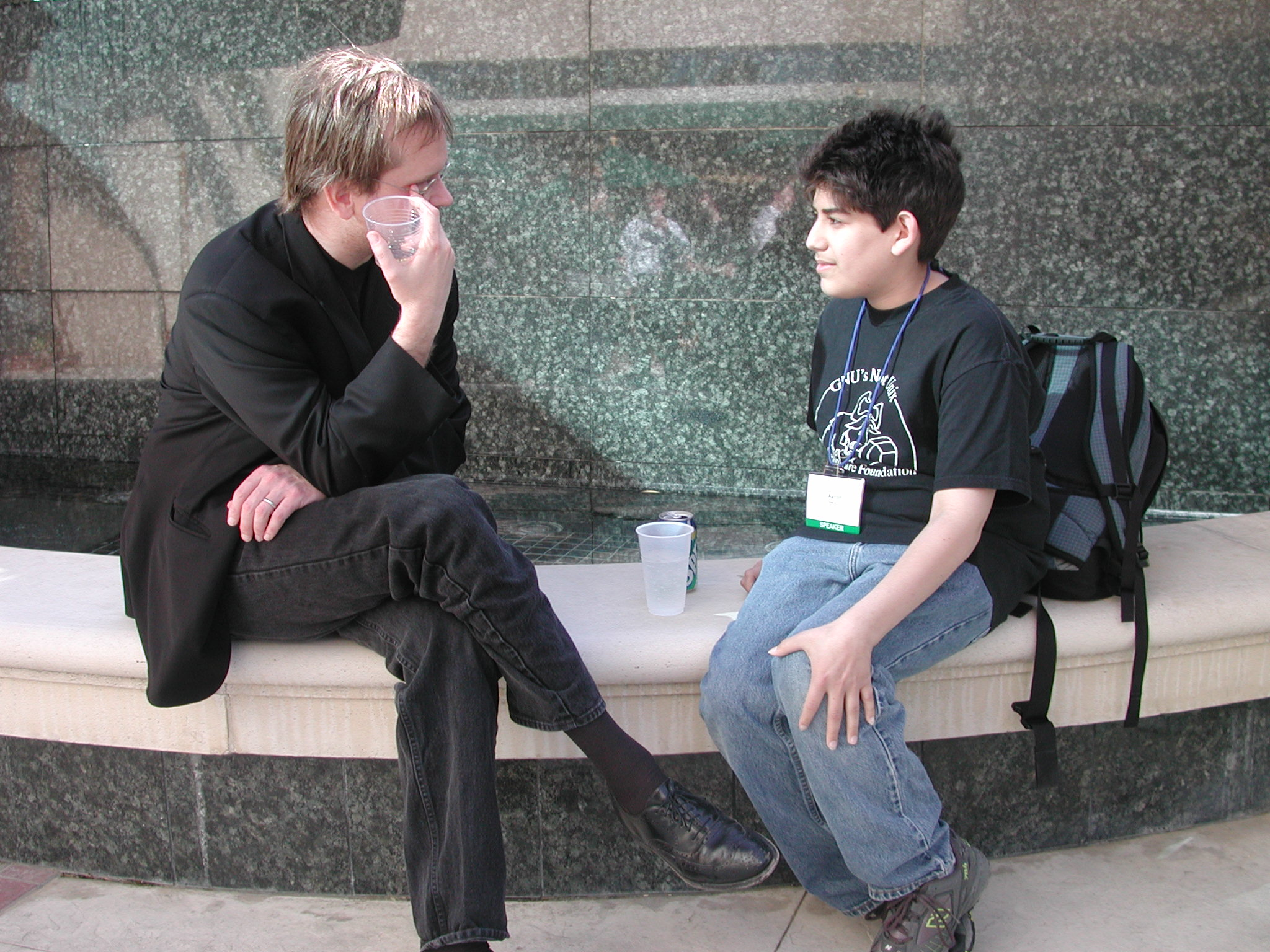
Aaron Swartz y Lawrence Lessig en la fiesta de lanzamiento de Creative Commons en 2002. Curiosamente, Swartz porta una camiseta del proyecto GNU y la Free Software Foudation.

Hijo de Susan y Robert Swartz, nació en Highland Park, Illinois (un suburbio de Chicago), siendo el mayor de tres hermanos. Su padre había fundado la empresa de software Mark Williams Company. Aaron se interesó por sí mismo en el estudio de las computadoras, la programación, internet y la cultura de internet. Asistió a la escuela North Shore Country Day School, una escuela privada cerca de Chicago, hasta el noveno grado. Dejó sus estudios superiores en el décimo grado y se inscribió en cursos en un campus universitario en Chicago.
A los doce años de edad, Swartz desarrolló un sistema informático usando Oracle y herramientas de código abierto, y un año después ganó el Premio ArsDigita, entregado a jóvenes que crean sitios web no-comerciales "útiles, educacionales y colaborativos". A los catorce años fue coautor de las especificaciones RSS 1.0, programando el código XML que permitía compartir y acceder a contenidos en internet. A la misma edad, diseñó un sitio llamado The Info, en el que las personas podían acceder y editar documentos con su propia información, de una manera muy similar a, como más tarde, lo hizo la Wikipedia.

### Emprendimiento
Swartz asistió a la Universidad Stanford. Durante su primer año de estudio participó en el primer Summer Founders Program de la aceleradora de startups Y Combinator, con el propósito de trabajar en un startup llamado Infogami, diseñado como un sistema de gestión de contenidos flexible para permitir la creación de sitios web sofisticados y visualmente atractivos o una forma de semántica Wiki para datos estructurados. Después de trabajar en Infogami con el cofundador Simon Carstensen durante el verano de 2005, Aaron optó por no regresar a Stanford, eligiendo en su lugar continuar con el desarrollo y la búsqueda de financiamiento para su pequeña empresa.
Como parte de su trabajo en Infogami, Swartz creó la infraestructura para aplicaciones web de web.py, debido a que no se encontraba conforme con otros sistemas disponibles en el lenguaje de programación Python. A principios del otoño de 2005, trabajó con los fundadores de otra empresa naciente de Y Combinator, Reddit, para escribir el código base de Lisp usando Python y web.py. Aunque la plataforma de Infogami fue abandonada luego de la adquisición de Not A Bug, el software de Infogami sirvió como soporte para el proyecto Open Library en el Internet Archive y la infraestructura web de web.py fue utilizada como la base de muchos otros proyectos realizados por Swartz y muchos otros.
Cuando Infogami no pudo hallar mayor financiamiento, los organizadores de YCombinator sugirieron que se fusionara con Reddit, lo cual hizo en noviembre de 2005 para formar una nueva empresa llamada Not A Bug, destinada a promover ambos productos. Aunque inicialmente a ambos les costó ganar adherencia, Reddit comenzó a ganar mucha popularidad en los años 2005 y 2006.
En octubre de 2006, producto en gran medida del éxito de Reddit, Not A Bug fue adquirida por Condé Nast Publications, la editorial propietaria de la revista Wired. Swartz se mudó junto a su compañía a San Francisco para trabajar en Wired. Sin embargo, Aaron encontró la vida de oficina poco acogedora y finalmente dejó la compañía.
En septiembre de 2007, Swartz se unió al cofundador de Infogami, Simon Carstensen, para lanzar una nueva empresa llamada Jottit, en otro intento por crear otro markdown motivado por el sistema de gestión de contenidos en Python.

### Activismo

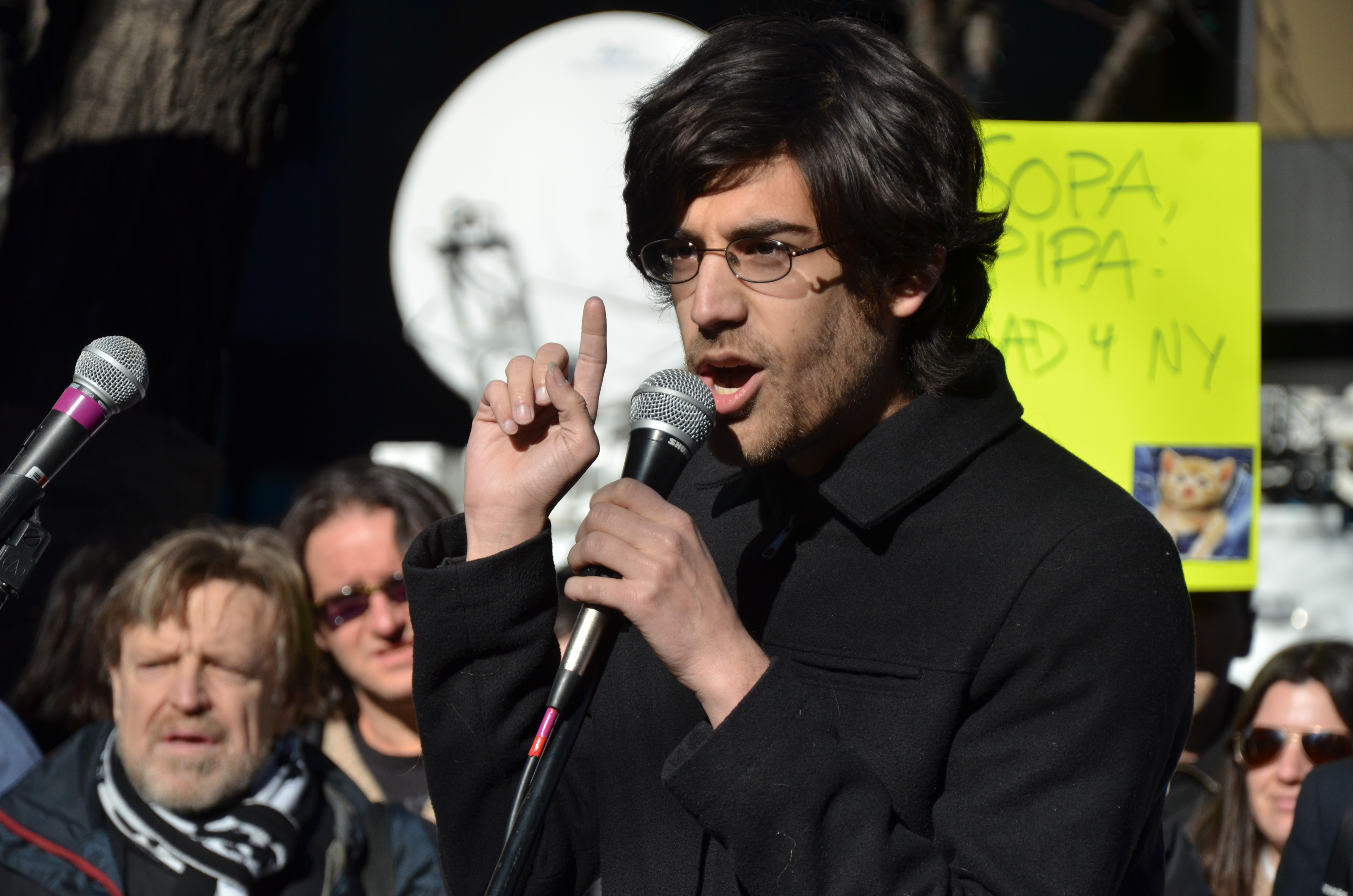
Aaron Swartz, en un discurso el 18 de enero de 2012.

En 2008, Swartz fundó Watchdog.net para agregar y hacer visible información sobre políticos. El mismo año, Aaron escribió su ampliamente circulado Guerilla Open Access Manifesto. Algunas citas del manifiesto que resaltan su activismo político son:

No hay justicia al cumplir leyes injustas. Es hora de salir a la luz y, siguiendo la tradición de la desobediencia civil, oponernos a este robo privado de la cultura pública.
Aaron Swartz

La información es poder. Pero como todo poder, hay quienes quieren mantenerlo para sí mismos.
Aaron Swartz

Uno de sus trabajos más notorios que sirve de soporte al activismo es Deaddrop, hoy bajo el nombre de SecureDrop, una plataforma de comunicación segura entre periodistas y fuentes de información (alertadores) usado en muchas organizaciones nuevas, incluyendo ProPublica, The Intercept, The Guardian y The Washington Post.

#### Progressive Change Campaign Committee
En 2009, esperando aprender sobre activismo efectivo, Swartz ayudó a lanzar el «Comité de Campaña por el Cambio Progresivo» (en inglés Progressive Change Campaign Committee. Escribió en su blog:

Paso mis días experimentando con nuevas formas de conseguir políticos progresistas electos.
Aaron Swartz

Por esta vía, Aaron lideró el primer evento activista de su carrera al entregar miles de firmas pidiendo a los legisladores de Massachusetts cumplir con la última voluntad del exsenador Ted Kennedy nombrando a un senador que votara por la reforma de salud.

#### Demand Progress
En 2010, Swartz cofundó Demand Progress, un grupo de apoyo político que organiza gente en línea para "tomar acción contactando al Congreso y otros líderes, financiando tácticas de presión y corriendo la voz" sobre libertades civiles, reformas gubernamentales y otros asuntos.
Durante el año académico 2010-2011, Aaron llevó a cabo estudios de investigación sobre corrupción política en calidad de miembro de laboratorio en el Laboratorio de Investigación sobre Corrupción Institucional Edmond J. Safra, de la Universidad Harvard.
El autor Cory Doctorow, en su novela Homeland "se basó en la asesoría de Swartz al poner cómo su protagonista podría usar la información ahora disponible sobre votantes para crear una campaña política de base anti-sistémica". En un epílogo a la novela, Aaron escribió: "estas herramientas [político-hacktivistas] pueden ser usadas por cualquiera con el suficiente talento y motivación... Ahora depende de ustedes cambiar el sistema... háganme saber si puedo ayudarles."

#### Stop Online Piracy Act

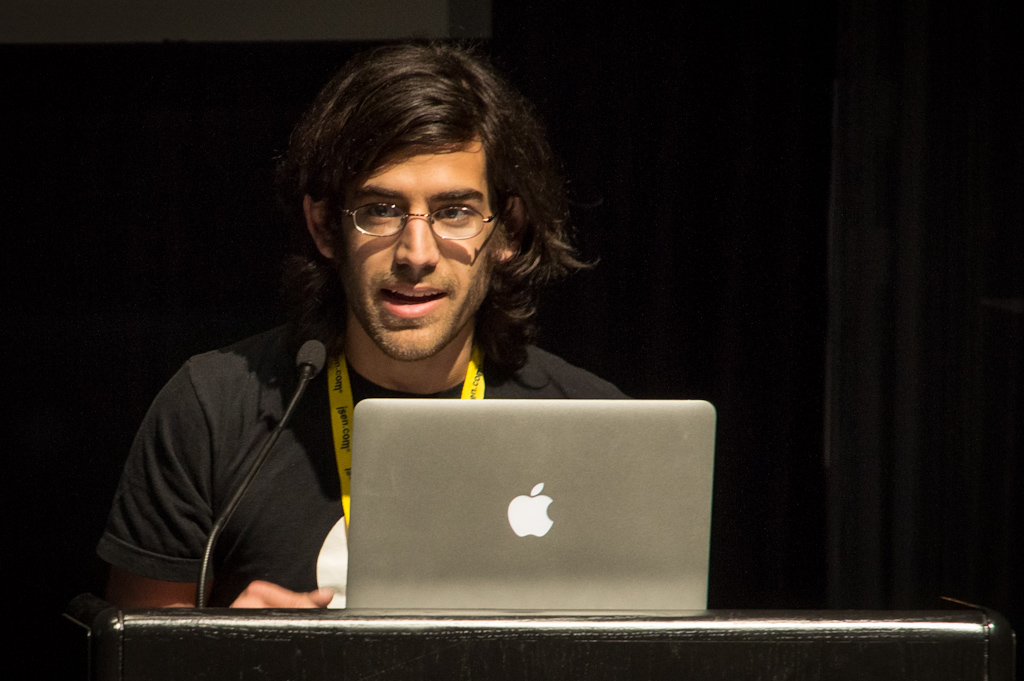
Aaron Swartz hablando en la conferencia "Freedom to Connect", en mayo de 2012.

Swartz estuvo envuelto en la campaña preventiva contra la Ley SOPA, la cual buscaba combatir las violaciones de derechos de autor en Internet. Fue criticada porque facilitaba para el Gobierno de los Estados Unidos la clausura de sitios web acusados de violar derechos de autor y hubiera situado cargas intolerables para los proveedores de Internet. Después de derrotar este proyecto de ley, Aaron fue el orador de apertura durante el evento F2C:Freedom to Connect 2012, realizado en Washington D. C. el 21 de mayo de 2012. Su discurso se tituló "Cómo detuvimos SOPA" y dijo a la audiencia:

Este proyecto de ley... clausuró sitios web enteros. Esencialmente, impidió a los estadounidenses comunicarse totalmente con algunos grupos... Llamé a todos mis amigos y nos desvelamos toda la noche creando un sitio web para este nuevo grupo, Demand Progress, con una petición en línea en contra de este nocivo proyecto de ley... Obtuvimos... 300.000 firmas... Nos reunimos con personal del Congreso y abogamos con ellos... Y entonces se aprobó unánimemente... Y después, súbitamente, la tramitación se detuvo. El senador Ron Wyden... puso un alto al proyecto de ley.
Aaron Swartz

Además añadió: "Ganamos esta batalla porque cada uno hizo de sí mismo el héroe de su propia historia. Cada uno tomó el salvar esta libertad crucial como su propio trabajo." Él se refería a una serie de protestas en contra del proyecto de ley por parte de numerosos sitios web, las cuales fueron descritas por la Fundación Fronteras Electrónicas como las más grandes en la historia de Internet, con cerca de 115 000 sitios alterando sus páginas web. Swartz además presentó este tema en un evento organizado por ThoughtWorks.

#### WikiLeaks
El 27 de diciembre de 2010, Swartz presentó una solicitud bajo la Ley por la Libertad de la Información (FOIA, por su sigla en inglés) para averiguar sobre el trato al caso de Chelsea Manning, supuesta fuente de WikiLeaks. Dicha organización, en una serie de tweets posteriores a la muerte de Aaron, reveló que él estuvo relacionado con WikiLeaks, y que mantuvo comunicación con Julian Assange, sin embargo, a pesar de que existen razones para pensar que Swartz les sirvió como fuente de información, ya no es posible verificar dicha información.

#### PACER
En 2008, Swartz descargó cerca de 2,7 millones de documentos de la Corte Federal de los Estados Unidos, alojados en la base de datos del Acceso Público al Registro Electrónico de la Corte (Public Access to Court Electronic Records, PACER, por sus siglas en inglés), gestionada por la Oficina Administrativa de la Corte de los Estados Unidos.
The Huffington Post catalogó sus acciones de esta forma: "Swartz descargó documentos públicos de la Corte desde el sistema PACER en un esfuerzo por hacerlos accesibles fuera del caro servicio. Esta acción llamó la atención del FBI, quienes finalmente decidieron no presentar cargos, debido a que los documentos eran, de hecho, públicos."
PACER cobraba ocho centavos por página de información que Carl Malamud, fundador del grupo sin fines de lucro Public.Resource.Org, sostenía que debería ser gratuita, debido a que los documentos federales no están sujetos a derecho de autor. Los pagos eran "recaudados por los tribunales para financiar la infraestructura tecnológica, pero el sistema [mantuvo] un superávit presupuestario de unos 150 millones de dólares, según reportes de la Corte." relató The New York Times PACER usaba tecnología que fue "diseñada en los días de los chirriantes módems telefónicos... poniendo al sistema legal de la nación detrás de una pared de efectivo y parches improvisados". Malamud pidió ayuda a socios activistas, instándoles a visitar una de las 17 bibliotecas para utilizar la prueba gratuita ofrecida por el sistema PACER, descargar documentos de la Corte y enviárselos para su distribución pública.
Después de leer el llamado a actuar de Malamud, Swartz usó un lenguaje de programación Perl funcionando en los servidores de nube de Amazon para descargar los documentos, usando credenciales pertenecientes a una Biblioteca Pública de Sacramento. Desde el 4 al 20 de septiembre de 2008, ésta accedió a los documentos y los subió a un servicio de computación en la nube. Luego liberó los documentos a la organización de Malamud.
El 29 de septiembre de 2008, la Oficina de Publicación de los Estados Unidos suspendió la prueba gratuita, "a la espera de una evaluación" del programa. Posteriormente las acciones de Swartz fueron investigadas por el FBI. El caso fue cerrado después de dos meses, sin cargos archivados en su expediente. Aaron se enteró de los detalles de su investigación como resultado de la presentación de una solicitud de FOIA al FBI y describió su respuesta como el "usual desastre de confusiones que muestra la carencia de sentido del humor del FBI." PACER aún cobra por cada página, pero los clientes que utilizan Firefox tienen la opción de guardar los documentos para acceso público gratuito con un complemento llamado RECAP.
En un homenaje a Swartz, Malamud recordó su trabajo con PACER. Trajeron millones de registros de la Corte de Distrito de los Estados Unidos desde el "muro de pago" de PACER, y los encontraron llenos de violaciones a la privacidad, incluyendo registros médicos y el nombre de niños menores e informantes confidenciales.

Enviamos nuestros resultados a los Magistrados Jefes de 31 Cortes de Distrito... Ellos redactaron esos documentos y gritaron a los abogados que los archivaron... La Conferencia Judicial cambió sus reglas de privacidad... [Para] los burócratas que operaban la Oficina Administrativa de las Cortes de los Estados Unidos... Fuimos ladrones que tomaron 1,6 millones de dólares de su propiedad. Por lo tanto, llamaron al FBI... [El FBI] no encontró nada malo...
Carl Malamud

Malamud escribió a mano un reporte más detallado sobre su colaboración con Swartz en el proyecto PACER, en un ensayo que aparece en su sitio web.
Escribiendo para Ars Technica, Timothy Lee, quien después hizo uso de los documentos obtenidos por Swartz en calidad de cocreador de RECAP, ofreciendo algunas perspectivas sobre las discrepancias existentes respecto a cuanto Swartz había descargado: "En un cálculo rápido y aproximado pocos días antes de que fuera detenida su intromisión remota, Swartz estimó haber obtenido alrededor del 25 por ciento de los documentos en PACER". The New York Times informó de manera similar que Swartz descargó "un estimado del 20 por ciento de la base de datos completa". Basado en el hecho de que Swartz descargó 2.7 millones de documentos en PACER, y en ese momento contenía 500 millones, Lee concluyó que este descargó menos del uno por ciento de la base de datos.

### Wikipedia

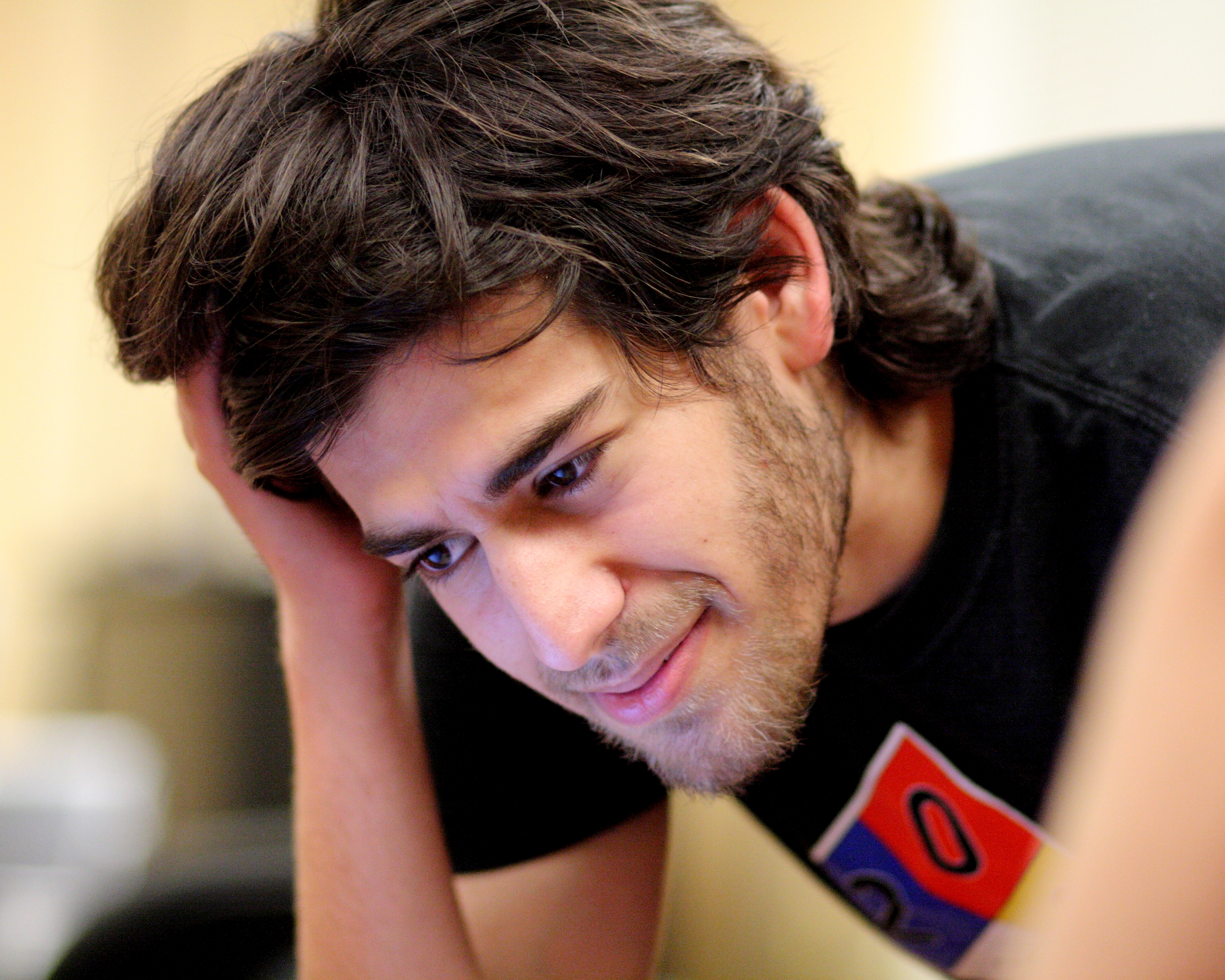
Aaron Swartz en un encuentro de Wikipedia en Boston en 2009.

Swartz trabajó voluntariamente como editor de Wikipedia y en 2006 se postuló para el Consejo Directivo (Board of Trustees) de la Fundación Wikimedia, pero no fue elegido. Parte de su postulación fue la publicación de  "Who Writes Wikipedia?" en su blog personal, un análisis sobre cómo eran escritos los artículos de Wikipedia, concluyendo que gran parte del contenido provenía de decenas de miles de colaboradores ocasionales, o agentes externos, que como muy posiblemente no asisten a encuentros no son tomados en cuenta en la toma de decisiones, mientras que un grupo central compuesto de 500 a 1,000 editores regulares, parecen muy activos, pues hacen muchas ediciones de la ortografía y otros errores de formato. En palabras de Swartz: "los editores de formato ayudan a los colaboradores, no a la inversa."
Sus conclusiones, basadas en el análisis de historiales de edición de varios artículos seleccionados aleatoriamente, contradecían la opinión del cofundador de Wikipedia, Jimmy Wales, quien creía que el grupo medular de editores regulares proveía la mayor parte del contenido, mientras otros miles sólo contribuían a ediciones de formato. Aaron llegó a estas conclusiones contando el número total de caracteres añadidos por un editor a un artículo en particular, mientras Wales contó el número total de ediciones. En este análisis dejaba algunas sugerencias para crecer la base de Wikipedia:

Si la Wikipedia está escrita por colaboradores ocasionales, entonces hacerla crecer requiere que sea más fácil y más gratificante contribuir ocasionalmente. En lugar de intentar exprimir más trabajo a los que se pasan la vida en Wikipedia, tenemos que ampliar la base de los que contribuyen sólo un poco.
Aaron Swartz

## Software desarrollados

### RDF/XML en el W3C
En 2001, Swartz se unió al grupo central del Marco de Descripción de Recursos (RDF, por su sigla en inglés) en el Consorcio World Wide Web (W3C, por su sigla en inglés), donde fue autor del RFC 3870, un tipo de registro media (Aplicación/RDF+XML) para ser usado con XML. El documento describía un nuevo tipo de media llamado "RDF/XML", diseñado como soporte para la web semántica.

### Markdown
Swartz fue un gran colaborador de Markdown, un lenguaje de marcado ligero para generar HTML, y fue también autor de su traductor html2text. La sintaxis de Markdown estuvo influenciada por el lenguaje ATX creado por Swartz en 2002, la cual hoy es principalmente recordada por su sintaxis para encabezados específicos, conocida como atx-style headers.

### Open Library
Fue informado después de su muerte que alrededor del año 2006, Swartz adquirió la base de datos completa de la Biblioteca del Congreso; la biblioteca cobraba por acceder a esta, pero al ser documentos gubernamentales, no había derechos de autor protegidos dentro de Estados Unidos. Al publicar los datos en Open Library, Aaron los habilitó de manera gratuita. Otras fuentes muestran que los documentos fueron donados al Internet Archive por el sistema bibliotecario de la Universidad Playmouth State, Scriblio. Cualquiera sea la fuente, los archivos se convirtieron en la base de Open Library, con Swartz como diseñador jefe.

### Tor2web
En 2008, Swartz trabajó con Virgil Griffith para diseñar e implementar Tor2web, un proxy HTTP para los Servicios Ocultos de Tor. El proxy fue diseñado para proveer un fácil acceso a Tor desde un navegador web básico.

### DeadDrop
En los años 2011 y 2012, Swartz y Kevin Poulsen diseñaron e implementaron DeadDrop, un sistema que permite a informantes anónimos enviar documentos electrónicos sin miedo a ser expuestos. En mayo de 2013, el primer intento de software fue lanzado por The New Yorker bajo el nombre de Strongbox. La Freedom of the Press Foundation desde entonces se ha encargado del desarrollo del software, el cual ha sido renombrado como SecureDrop.

## JSTOR
El martes 19 de julio de 2011, como consecuencia de las descargas de documentos académicos, reseñas y publicaciones protegidas por derechos de autor y propiedad de JSTOR realizadas desde el MIT durante el mes de septiembre del 2010, Swartz fue acusado de haber utilizado un script para descargar dicha documentación (4,8 millones de artículos y documentos), y de acuerdo a la denuncia, compartirlos en otros sitios de descargas, aunque no existe evidencia de esto último. Al mismo tiempo, Swartz era  miembro de investigación en la Universidad Harvard, por lo cual se le facilitó una cuenta JSTOR, debido a que los visitantes del "campus abierto" del MIT estaban autorizados a acceder a JSTOR a través de su red.
Según las autoridades, descargó los documentos desde un portátil conectado a un punto de red en un "cuarto de cables y equipos" (wiring closet) del MIT. La puerta del cuarto fue dejada abierta, según información entregada por la prensa, y cuando esto fue descubierto, JSTOR informó que sus empleados instalaron una cámara de video en el cuarto para filmar a Swartz y dejaron su computadora intacta. Una vez filmado, la descarga fue detenida y este identificado. Más que interponer una demanda en su contra, en junio de 2011 se llegó a un acuerdo en el que entregó los archivos descargados.
Aaron había realizado descargas masivas similares en el pasado para investigación, intentando encontrar vínculos entre poderosos grupos económicos y alteraciones en resultados de investigación.

### Arresto y proceso legal
En la noche del 6 de enero de 2011, Swartz fue arrestado cerca del campus de Harvard por el Departamento de Policía del Instituto Tecnológico de Massachusetts junto a un agente del Servicio Secreto de los Estados Unidos. Fue procesado en la Corte de Distrito de Cambridge por los cargos de irrupción en propiedad con intención de cometer un acto ilícito.
El 11 de julio de 2011, Aaron fue acusado por un Gran Jurado federal bajo los cargos de fraude electrónico, fraude informático, entrada ilegal e imprudente a un ordenador protegido y daños.
El 17 de noviembre de 2011, fue acusado por un Gran Jurado Federal de la Corte Superior del Condado de Middlesex bajo los cargos de irrupción en propiedad, hurto mayor, y acceso no-autorizado a una red informática. El 16 de diciembre de 2011, la fiscalía estatal informó que desestimaría las dos causales originales; los cargos señalados en la acusación del 17 de noviembre de 2011 fueron desestimadas el 8 de marzo de 2012. De acuerdo a un vocero de la fiscalía del Condado de Middlesex, los cargos estatales fueron desestimados para dar paso a una persecución federal liderada por Stephen Heymann y apoyada por evidencia de carácter circunstancial, proporcionada por el agente del Servicio Secreto Michael Pickett (quien a su vez lo oyó del personal del MIT) para proceder sin impedimentos.
El 12 de septiembre de 2012, la fiscalía federal registró nuevos cargos, añadiendo nueve delitos, exponiendo a Swartz a una pena máxima que ascendía a 50 años de prisión y una multa de 1 millón de dólares. Durante la negociación de la pena con los abogados de Aaron, la fiscalía ofreció recomendar una sentencia de seis meses en una prisión de baja seguridad si este se declaraba culpable de los trece crímenes federales. Sin embargo, tanto él como su abogado principal rechazaron dicho acuerdo, prefiriendo en su lugar un juicio en el que la fiscalía sería forzada a justificar la persecución a Swartz.
El juicio federal desenvuelto, el cual fue categorizado por numerosos críticos tales como John Dean, exasesor de Nixon en la Casa Blanca, como una "sobreacusación" penal y una persecución "excesivamente meticulosa" por supuestos crímenes computacionales, promovidas por la fiscal de Estados Unidos por Massachusetts Carmen Ortiz.
Enfrentando un posible encarcelamiento por presuntas transgresiones criminales, por las cuales los afectados (MIT y JSTOR) rechazaron seguir con el pleito civil, Swartz se suicidó el 11 de enero de 2013, a los veintiséis años de edad.
Después de su muerte, la fiscalía federal desestimó los cargos. El 4 de diciembre de 2013, mediante una solicitud de FOIA realizada por la revista Wired, varios documentos relacionados al caso fueron liberados por el Servicio Secreto de los Estados Unidos, incluyendo un vídeo de Swartz entrando al cuarto de cableado del MIT.

## Fallecimiento

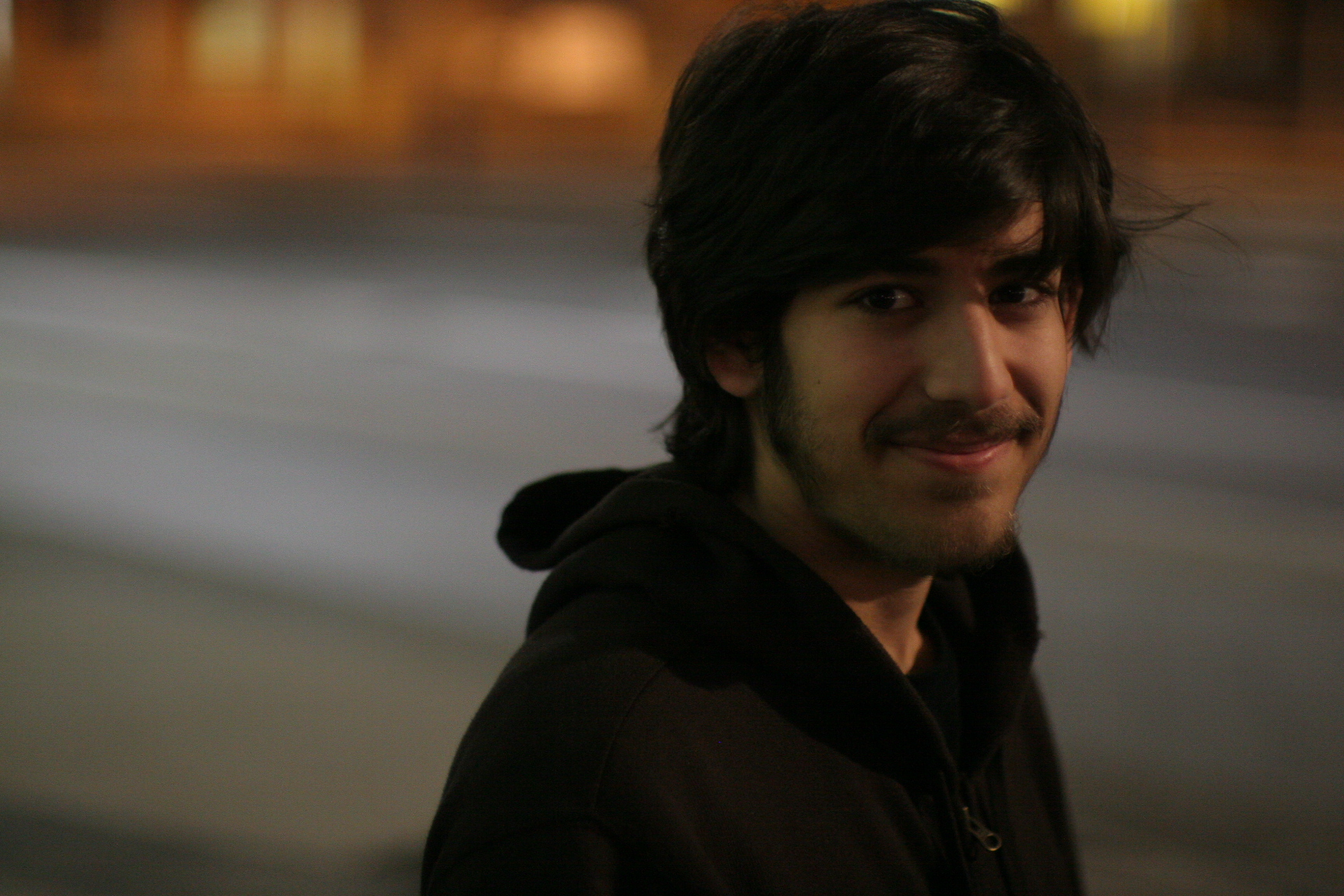
Aaron Swartz en 2006.

Swartz fue hallado muerto por su pareja, Taren Stinebrickner-Kauffman, en su piso de Crown Heights, Brooklyn, el 11 de enero de 2013. Una portavoz del Médico Forense de Nueva York declaró que se había ahorcado. En el momento de su muerte, Swartz se enfrentaba a un máximo de cuatro millones de dólares en multas y a más de cincuenta años de prisión, después de que el gobierno aumentase el número de cargos contra él de cuatro a trece.
La familia y la pareja de Swartz crearon una página web memorial en la cual publicaron una declaración, que decía: "Usó sus prodigiosos talentos como programador y tecnólogo no para enriquecerse, sino para hacer de Internet y el mundo un lugar más justo y mejor".
Su amigo, el periodista Cory Doctorow, escribió un mensaje de homenaje, en el que descarta que se suicidara por los procedimientos legales en su contra, sino porque "había tenido problemas con la depresión durante años, y había escrito públicamente sobre ellos".
Después de que el MIT anunciara que habría una investigación interna en torno a la muerte de Aaron, el grupo Anonymous decidió dejar su huella en forma de homenaje al joven: una desfiguración de la página del MIT junto a una serie de ataques en conjunto a la página del Departamento de Justicia, la cual se mantuvo varias horas sin acceso. Junto a los ataques, Anonymous hizo un llamado popular a reformar la manera en la que son abordados los delitos informáticos.
Investigadores del MIT, en una carta abierta, solicitaron al Instituto una disculpa pública por el silencio ante la acusación federal injusta contra Aaron Swartz.
Tim Berners-Lee escribió el 12 de enero de 2013 a una lista de correo del W3C: "Aaron ha muerto. Nómadas de este loco mundo, hemos perdido a un mentor, un viejo sabio. Hackers en busca de lo correcto, hemos perdido a uno de los nuestros. Cuidadores, escuchadores, padres todos, hemos perdido un hijo. Lloremos todos". Cientos de académicos e investigadores publicaron sus trabajos que son de escasa circulación, en los que muchos no son de libre acceso como un homenaje póstumo. Lawrence Lessig a través del sitio web de Creative Commons reconoció su trabajo y dijo: "Aaron era un amigo muy querido para todos nosotros, y una inspiración para mí y para muchos de ustedes. Nuestras oraciones están con sus padres y los que supieron de su amor. Pero todo lo que construyamos sabrá siempre el producto de su genio".

## Legado

### Responsabilidad de la familia y críticas
El 12 de enero, la familia de Swartz y su pareja emitieron un comunicado, criticando a la fiscalía y al MIT.
Durante el funeral de su hijo, Robert Swartz dijo: "Aaron fue asesinado por el gobierno, y el MIT traicionó todos sus principios fundacionales."
Mitch Kapor publicó la declaración en Twitter, Tom Dolan, esposo de la fiscal federal de Estados Unidos por Massachusetts Carmen Ortiz (quien llevó a cabo el papeleo procedimental del caso de Swartz) respondió con críticas a la familia de Aaron: "Es realmente increíble que en el obituario de su propio hijo le echen la culpa a otros de su muerte y no hagan ninguna mención de la oferta de 6 meses." Dicho comentario generó críticas en todas partes; el escritor de la revista Esquire Charlie Pierce respondió: "la ligereza con la cual su esposo y sus defensores hablan de "meros" seis meses de prisión federal, de baja seguridad o no, es otro indicio de que hay algo seriamente fuera de lugar en la forma en que nuestros fiscales piensan estos días".

### En la prensa y el arte

Grafiti en memoria de Aaron Swartz, hecho por BAMN, en Brooklyn, Nueva York, EE. UU..

The Huffington Post informó que "Ortiz ha enfrentado consecuencias significativas por seguir el caso de Swartz, incluyendo una petición de la Casa Blanca para que sea despedida." Otras fuentes de noticia informaron de manera similar.
La agencia de noticias Reuters llamó a Swartz "un ícono en línea" que "ayudó a habilitar gratuitamente una montaña virtual de información para el público, incluyendo una estimación de 19 millones de páginas de los documentos de la corte federal." La Prensa Asociada relató que el caso de Aaron "destaca la inseguridad social, que da cuenta de cómo se trata a la gente que irrumpe en sistemas computacionales y comparte información no para enriquecerse a sí mismos, sino para habilitarla a otros.", y que la abogada de JSTOR (ex abogada de Estados Unidos por el Distrito Sur de Nueva York), Mary Jo White, le había pedido al fiscal principal que desestimaran los cargos.
Así como lo analizó Hrag Vartanian en Hyperallergic, el muralista de Brooklyn BAMN ("By Any Means Necessary", "Por Cualquier Medio Necesario" en español) creó un mural de Aaron. "Swartz fue un ser humano asombroso que luchó incansablemente por nuestro derecho a un Internet libre y abierto", explicó el artista. "Él fue mucho más que sólo el 'chico Reddit'", añadió.
En 2013, Kenneth Goldsmith le dedicó a Swartz su exhibición "Printing out the Internet".
El legado de Aaron Swartz ha sido descrito como un refuerzo al movimiento de "acceso abierto" a becas estudiantiles. En Illinois, su Estado de origen, su influencia llevó a facultades universitarias a adoptar políticas en favor del acceso abierto.
Desde 2013 se conmemora a nivel mundial el Aaron Swartz Day ("el aaron swartz"). Distintos hacklabs y hackerspaces de Latinoamérica recuerdan el legado del activista, programador y escritor Aaron Swartz. En estos eventos se organizan distintas actividades de difusión donde se comparten lecturas, intervenciones y charlas relacionadas con el Software y cultura libre.

### La historia de Aaron Swartz. El chico de Internet
La Historia de Aaron Swartz. El chico de Internet  es una película documental sobre su vida. El relato comienza a sus doce años de vida. El 11 de enero de 2014, conmemorando el primer aniversario de su muerte, fue publicado un adelanto. El documental habla sobre Swartz, la Agencia de Seguridad Nacional y la Ley SOPA. La película fue estrenada oficialmente en el Festival de Cine de Sundance, realizado en enero de 2014. El programa de radio Democracy Now! cubrió el lanzamiento de este documental, así como la vida de Aaron y su persecución legal, en una entrevista en profundidad con el director Brian Knappenberger, el padre y el hermano de Swartz, y su abogado. El documental fue lanzado bajo una Licencia Creative Commons y fue estrenado en cines y lanzado a la venta en junio de 2014. La película está disponible en el Internet Archive.

### Killswitch
En octubre de 2014, la película Killswitch (que incluye a Aaron Swartz, así como también a Lawrence Lessig, Tim Wu y Edward Snowden) fue estrenada en el Festival de Cine de Woodstock, donde ganó el Premio al Mejor Montaje. La película se centra en el papel fundamental que tuvo Swartz en la batalla por el control de Internet.
En febrero de 2015, Killswitch fue invitada a ser proyectada en la Oficina de Turismo del Capitolio, en Washington D. C. por el congresista Alan Grayson. El evento fue llevado a cabo previo a la decisión histórica de la Comisión Federal de Comunicaciones sobre neutralidad de red. Grayson, Lawrence Lessig y el director ejecutivo de la organización Free Press Craig Aaron, hablaron durante el evento sobre Swartz y su lucha por un Internet libre y abierto.
El congresista Grayson sentenció que Killswitch es "uno de los recuentos más honestos de la batalla por el control de Internet – y el acceso a información en sí mismo -." Richard von Busack, del periódico Metro Silicon Valley, escribió sobre Killswitch: "contiene uno de los usos más precisos de películas encontradas a este lado de The Atomic Café". Fred Swegles, del periódico Orange County Register, recalcó: "cualquiera que valore el acceso sin restricciones a información en línea será cautivado por «Killswitch», este apasionante y vertiginoso documental." Kathy Gill, del sitio web de noticias GeekWire, afirmó: "«Killswitch» es mucho más que una árida disertación sobre historia tecnológica. El director Ali Akbarzadeh, el productor Jeff Horn y el escritor Chris Dollar crearon una historia más humana. Gran parte de esa conexión proviene de Lessig y su relación con Swartz."

## Publicaciones
- Swartz, Aaron; Lucchese, Adriano (noviembre de 2014). «Raw Thought, Raw Nerve: Inside the Mind of Aaron Swartz» (PDF/ePub de Acceso Abierto). New York, NY: Discovery Publisher..
- Swartz, Aaron; Hendler, James (octubre de 2001). «The Semantic Web: A network of content for the digital city». Proceedings of the Second Annual Digital Cities Workshop. Kioto, JP: Blogspace..
- Swartz, Aaron (enero-febrero de 2002). «MusicBrainz: A Semantic Web service» (PDF). IEEE Intelligent Systems (UMBC) 17 (1): 76-77. ISSN 1541-1672. doi:10.1109/5254.988466.
- Gruber, John; Swartz, Aaron (diciembre de 2004). «Markdown definition». Daring Fireball..
- Swartz, Aaron (julio de 2008). «Guerilla Open Access Manifesto». (Manifiesto por la Guerrilla del Acceso Abierto)
- Swartz, Aaron; James Hendler (2009). Building programmable Web sites. S.F.: Morgan & Claypool. ISBN 1-59829-920-4.
- Swartz, Aaron (Entrevistado). We can change the world (Video). YouTube.
- Swartz, Aaron (Speaker) (21 de mayo de 2012). Keynote address at Freedom To Connect 2012: How we stopped SOPA (Video). D.C.: YouTube.
- Swartz, Aaron (febrero de 2013) [2009]. Aaron Swartz's A programmable Web: An unfinished work (PDF de Acceso Abierto). San Francisco: Morgan & Claypool. Archivado desde el original el 23 de abril de 2021. Consultado el 8 de julio de 2016. Resumen divulgativo. «To Dan Connolly, who not only created the Web but found time to teach it to me.»
- Swartz, Aaron (enero de 2016). The Boy Who Could Change the World: The Writings of Aaron Swartz. The New Press. ISBN 978-1620970669.
- Swartz, Aaron (julio de 2016) [Traducción] La Escuela. Conferencia en el Centro Safra de la Universidad de Harvard, 2011.